# Tara Fitzgeraldová
Tara Fitzgeraldová (* 18. září 1967 Cuckfield, Sussex, Anglie) je britská herečka.

## Rodina a rodiče
Tařina matka Sarah Fitzgeraldová pochází z Irska a její otec Michael Callaby pochází z Itálie. Její rodina se přestěhovala na Bahamy a poté v roce 1970 do Londýna. Otec v roce 1978 spáchal sebevraždu.

## Vzdělání
Tara studovala herectví na Royal Academy of Dramatic Art a poté opět v Londýně v Drama Centre. Jejím debutem se stal v letech 1990–1991 film Hear my Song. Poté hrála v méně známých snímcích a jedna z jejích největších rolí byla postava Susan ve filmu Tmavomodrý svět.

## Osobní život
Tara je bezdětná a v letech 2001–2003 byl jejím manželem anglický herec John Sharian.

## Filmografie
- 1991 Hear my song
- 1994 Sirény
- 1995 Angličan, který vylezl na kopec (a slezl z hory)
- 1999 New World Disorder'
- 2000 Extrémní risk
- 2001 Tmavomodrý svět
- 2006 Na tmavém místě